# Церква Всемогутнього Бога
Церква Всемогутнього Бога (спрощ.: 全能神教会; кит. трад.: 全能神教會), також знана як Східна блискавка (спрощ.: 东方闪电; кит. трад.: 東方閃電) — новий монотеїстичний релігійний рух, заснований у КНР в 1991 році, відгалуження руху «Крикунів». Віровчення засноване на ідеї, що Ісус Христос повернувся на Землю в наші дні, але не як чоловік, а як жінка-китаянка. Рух заборонений в КНР з 1995 року.

## Історія
Витоки руху Церкви Всемогутнього Бога лежать у 1980-х роках. Спочатку це була одна з багатьох «домашніх церков» китайських християн, поширених серед селян. Оформлення віровчення Церкви Всемогутнього Бога пов'язане з жінкою на ім'я Ян Сянбінь 1973 року народження. В 1991 році вона почала поширювати розмножені на мімеографі тексти з одкровеннями серед домашніх церков руху «Крикунів». За її словами, одкровення походили від Святого Духа. Китайська влада стверджує, що Ян Сянбінь мала до цього проблеми з психікою. Пізніше її послідовники прийшли до висновку, що Ян Сянбінь — це вдруге народжений на Землі Ісус Христос, Всемогутній Бог. Адміністративним керівником Церкви вважається Чжао Вейшань, засновник «Крикунів».
У 1991 році Церква отримала внутрішню назву «Східна блискавка». Назва посилається на вірш із Євангелія від Матвія «Бо як блискавка та вибігає зо сходу, і з'являється аж до заходу, так буде і прихід Сина Людського» (Матвiя 24:27). В середині 1990-х влада КНР стала переслідувати її послідовників. Міністерство громадської безпеки Китаю з 1995 року включило цю групу до 14-и заборонених релігійних груп, пов'язану з викраденнями, насильством і вимаганням. Тому 6 вересня 2000 року Чжао Вейшань і Ян Сянбінь втекли до США, де в 2001 році їм було надано політичний притулок. Відтоді вони керували рухом із Нью-Йорка. Церкві Всемогутнього Бога владою КНР приписується викрадення та двомісячне утримання в 2002 році 34-х євангельських християнських лідерів, які належали до Китайського Євангельського Братства, з метою навернути їх у свою віру.
На початку 2009 року Хе Чжесюнь, який раніше наглядав за роботою Церкви у материковій частині Китаю, був заарештований і засуджений до 15 років ув'язнення. 17 липня 2009 року Ма Суопін, яка замінила Хе Чжесюня, також була заарештована та померла того ж року в ув'язненні. Згідно з офіційними китайськими джерелами, в 2014 році налічувалося від 3-х до 4-х млн послідовників Церкви Всемогутнього Бога. Того ж року Комуністична партія Китаю звинуватила членів Церкви у вбивстві Ву Шоянь (відомому як «вбивство в Макдональдсі»).
Через переслідування в КНР численні послідовники віровчення виїхали до Південної Кореї, США, Японії, Гонконгу й Тайваню. Ці репресії посилилися під час правління Сі Цзіньпіна. Однак, більшість відомостей про Церкву Всемогутнього Бога походять від самих її представників і бракує незалежних досліджень, які встановили б точні цифри та масштаби. У щорічній доповіді церкви «Про переслідування з боку комуністичного уряду Китаю» йдеться, що в 2019 році в КНР було засуджено 1355 її послідовників — понад удвічі більше, ніж у 2018 році. Виникли осередки Церкви Всемогутнього Бога в Італії, Канаді, Франції.
Західні наукові видавництва опублікували дві книги про релігійний рух: «Блискавка зі Сходу» (2015) Емілі Данн і «Всередині Церкви Всемогутнього Бога» (2020) Массімо Інтровіньє.
У 2020 році стаття, опублікована в «The Daily Beast» репортером Дональдом Кірком, засвідчила, що західні дослідники, які писали про «Східну блискавку», схильні підтримувати її позицію про те, що рух дискредитується владою КНР.
Вербування у послідовники Церкви Всемогутнього Бога українців зафіксовано з 2023 року. В українському сегменті соцмереж, зокрема у фейсбуці поширювалися дописи з закликами написати в коментарях «Амінь» та перейти за посиланням, щоб священник помолився за настання миру в Україні. З метою залучення нових членів серед українців створювалися групи, які мімікрують під православних (в західних країнах — під католиків).

## Віровчення
Вчення Церкви Всемогутнього Бога сильно перегукується з доктринами протестантизму, але має відмінності. Послідовники Церкви Всемогутнього Бога вірять, що Христос і Його сучасне втілення походять від Святого Духа. Головними текстами є Біблія та «Слово з'являється у плоті», яка містить висловлювання Всемогутнього Бога. Біблія вважається важливою, але місцями неточною, оскільки написана людьми. «Слово з'являється у плоті» слугує більш точним керівництвом для життя. Книга поширюється безкоштовно через вебсайт руху.
Церква Всемогутнього Бога виділяє три епохи історії людства: Епоху Закону, Епоху Благодаті та нинішню Епоху Царства, яка зрештою призведе до Епохи Тисячолітнього Царства. Комуністична партія Китаю з'являється в висловлюваннях Церкви під назвою «Великий червоний дракон». Епоха Тисячолітнього Царства в цьому трактуванні не тотожна міленеалізму, який описує тисячолітнє правління Христа на Землі перед кінцем світу. В Церкві Всемогутнього Бога вірять, що коли її вчення пошириться по всіх країнах, відбудуться катастрофічні події, але світ не загине і буде створений новий, а переродиться. Очищені Богом люди вічно житимуть на Землі.
Перед 2012 роком багато учасників Церкви всерйоз сприйняли уявлення, нібито календар мая пророкує кінець світу в 2012 році. Втім, ймовірно це відбулося без схвалення релігійних лідерів, які оголосили це та подібні пророцтва хибними. Публічна позиція Церкви Всемогутнього Бога така, що світ існуватиме, поки жива Ян Сянбінь.
Нелегальний статус Церкви Всемогутнього Бога в КНР зробив її діяльність втаємниченою. Послідовники часто знають одні одних лише за псевдонімами.